# Uwe Raab
Uwe Raab (nascido em 26 de julho de 1962) é um ex-ciclista profissional alemão que competiu no ciclismo nos Jogos Olímpicos de Verão de 1988, sem ganhar medalhas.